# Adama Traoré (futbolista nacido en 1990)
Adama Traoré (Bondoukou, Costa de Marfil; 3 de febrero de 1990) es un futbolista marfileño que juega en la posición de defensa en el Melbourne Victory de la A-League de Australia.

## Carrera

### Gold Coast United
Su debut en el equipo se dio el 15 de agosto de 2009 en un partido de la A-League, en dicho juego Traoré arrancó de titular y disputó los 90' del encuentro que su equipo ganó al Northern Fury FC por marcador de 5-0, siendo este el primer partido completo en toda su carrera. En esa misma temporada se mantuvo como un jugador regular y al final de esta terminó disputando once encuentros sin hacer anotaciones.
En la temporada siguiente las cosas cambiaron totalmente ya que comenzó a tener muchas más oportunidades y ayudó a que su equipo lograra entrar a la primera ronda de la fase final por el campeonato en el torneo de liga, aunque terminaron eliminados de la contienda por el título ante el Brisbane Roar. Al final sus números fueron 31 partidos jugados anotando dos goles.
En su tercera temporada con el club acumuló veintisiete partidos jugados con una anotación hecha, aunque en esta ocasión se equipo terminó en el último lugar de la clasificación en el torneo de liga.

### Melbourne Victory
Para la temporada 2012-13 se convirtió en nuevo jugador del Melbourne Victory FC después de un buen paso por el fútbol australiano, en su primera campaña con el club logró disputar veintidós encuentros sin marcar anotaciones, ayudando a su nuevo equipo a quedar en el tercer lugar de la liga y así clasificar a la primera ronda de la fase final por el campeonato, en el cual cayeron en la ronda de semifinales ante el Central Coast Mariners FC.
En la siguiente temporada tuvo mejores números ya que disputó un total de treinta encuentros y marco una anotación, además tuvo la oportunidad de jugar por primera vez en su carrera partidos de torneos internacionales, ya que su club disputó la Liga de Campeones de la AFC, dentro del certamen de liga su equipo quedó en el cuarto lugar de la clasificación y se volvió a quedar en la ronda de semifinales por el campeonato, mientras que en el torneo internacional después de superar fases de eliminatoria quedaron eliminados en la fase de grupos.

### Vitória Guimarães
Llegó al equipo portugués para la temporada 2014-15 siendo esta su primer experiencia en un club europeo, aunque solo jugó media temporada sumando diecisiete partidos en total, disputando partidos en la Primeira Liga, Copa de Portugal y en la Copa de la Liga de Portugal.

### FC Basel
En el segundo semestre de la temporada 2014-15 se hace oficial su fichaje por el FC Basel, con el cual tuvo la oportunidad de jugar doce partidos en la Superliga de Suiza en donde su equipo quedó campeón, mientras tanto en la copa sumó dos partidos jugados. Con el campeonato conseguido su equipo accedió a las fases eliminatorias de la UEFA Champions League.
En su segunda temporada con el club suizo jugó un total de veintinueve partidos anotando un gol, una vez más quedando campeón de la Superliga de Suiza, además de que en la instancia internacional quedaron eliminados en la ronda de play-off previa a la fase de grupos de la UEFA Champions League, a pesar de esto clasificaron a la fase de grupos de la UEFA Europa League donde después de quedar primeros en su grupo vencieron al Saint-Étienne en la ronda de 1/16 de final, y quedaron eliminados en la ronda de octavos de final por el Sevilla.
En la siguiente temporada que era ya su tercera con el club volvió a ser campeón de la Superliga de Suiza, sumando tres campeonatos de liga consecutivos, al igual que quedaron campeones de la Copa Suiza después de vencer en la final al FC Sion y en la Liga de Campeones de la UEFA terminaron últimos en su grupo después de enfrentarse a equipos como el Arsenal FC, PSG y PFC Ludogorets. En esta que fue su última temporada como jugador del Basel sumó 32 partidos jugados con un gol anotado.

### Göztepe SK
En la temporada 2017-18 se da su llegada al fútbol turco, en donde tendría una participación muy discreta con el Göztepe SK, ya que llegó a este equipo cuando recién habían ascendido a la Superliga de Turquía. En esa temporada sumó diecinueve partidos con el club que quedó sexto en clasificación general, siendo esta una gran sorpresa.
En la siguiente temporada no tuvo tanta actividad ya que solo acumuló ocho partidos en todo el año, mientras tanto su club quedó en la posición quince salvándose del descenso en el último partido de la temporada. Después de muy poca actividad terminó saliendo del club en calidad de Agente libre.

### Regreso al Melbourne Victory
Regreso al cuadro australiano para la temporada 2019-20 firmando un contrato hasta junio del 2020 tras quedar libre del Göztepe SK.
El primer partido que jugó tras su regreso al club australiano fue el 12 de octubre de 2019 en un partido de liga ante el Melbourne City, el cual terminó en empate a cero goles. Terminó la temporada con un acumulado de veintitrés partidos disputados en la temporada, quedando su equipo en segundo lugar de la clasificación en la liga, además de disputar partidos en la Liga de Campeones de la AFC. Tras terminar en dicha posición en liga lograron clasificar a la Primera ronda preliminar de la Liga de Campeones de la AFC 2021.
El 11 de junio del 2021 se da conocer que Traoré no continuaría con el club en la siguiente temporada.

### Western Sydney Wanderers FC
El 17 de junio de 2021 se hace oficial su llegada al Western Sydney FC firmando un contrato por dos temporadas. Su primer partido con el equipo fue el 20 de noviembre ante el Sydney FC arrancando como titular completando los 90' en el empate a cero goles.

## Selección nacional

### Participaciones en Copas de África
| Copa                           | Sede  | Resultado      |
| ------------------------------ | ----- | -------------- |
| Copa Africana de Naciones 2017 | Gabón | Fase de grupos |

## Estadísticas

### Clubes
Actualizado al último partido jugado el 21 de septiembre de 2024.
| Gold Coast United FC Australia | 1.ª                 | 2009-10             | 11  | 0 | -  | - | -  | - | 11  | 0 | 0.00 |
| Gold Coast United FC Australia | 1.ª                 | 2010-11             | 31  | 2 | -  | - | -  | - | 31  | 2 | 0.06 |
| Gold Coast United FC Australia | 1.ª                 | 2011-12             | 27  | 1 | -  | - | -  | - | 27  | 1 | 0.03 |
| Gold Coast United FC Australia | Total               | Total               | 69  | 3 | 0  | 0 | 0  | 0 | 69  | 3 | 0.04 |
| Melbourne Victory FC Australia | 1.ª                 | 2012-13             | 22  | 0 | -  | - | -  | - | 22  | 0 | 0.00 |
| Melbourne Victory FC Australia | 1.ª                 | 2013-14             | 26  | 1 | -  | - | 4  | 0 | 30  | 1 | 0.03 |
| Melbourne Victory FC Australia | 1.ª                 | 2019-20             | 23  | 0 | -  | - | 8  | 0 | 31  | 0 | 0.00 |
| Melbourne Victory FC Australia | 1.ª                 | 2020-21             | 17  | 0 | -  | - | -  | - | 17  | 0 | 0.00 |
| Melbourne Victory FC Australia | 1.ª                 | 2023-24             | 23  | 1 | -  | - | -  | - | 23  | 1 | 0.04 |
| Melbourne Victory FC Australia | 1.ª                 | 2024-25             | 0   | 0 | 2  | 0 | -  | - | 2   | 0 | 0.00 |
| Melbourne Victory FC Australia | Total               | Total               | 111 | 2 | 2  | 0 | 12 | 0 | 125 | 2 | 0.01 |
| Vitória Guimarães Portugal | 1.ª                 | 2014-15             | 15  | 0 | 2  | - | -  | - | 17  | 0 | 0.00 |
| Vitória Guimarães Portugal | Total               | Total               | 15  | 0 | 2  | 0 | 0  | 0 | 17  | 0 | 0.00 |
| FC Basel · Suiza | 1.ª                 | 2014-15             | 12  | 0 | 2  | 0 | -  | - | 14  | 0 | 0.00 |
| FC Basel · Suiza | 1.ª                 | 2015-16             | 24  | 1 | 1  | 0 | 4  | 0 | 29  | 1 | 0.03 |
| FC Basel · Suiza | 1.ª                 | 2016-17             | 23  | 0 | 3  | 1 | 6  | 0 | 32  | 1 | 0.03 |
| FC Basel · Suiza | Total               | Total               | 59  | 1 | 6  | 1 | 10 | 0 | 75  | 2 | 0.02 |
| Göztepe SK Turquía | 1.ª                 | 2017-18             | 19  | 0 | -  | - | -  | - | 19  | 0 | 0.00 |
| Göztepe SK Turquía | 1.ª                 | 2018-19             | 8   | 0 | -  | - | -  | - | 8   | 0 | 0.00 |
| Göztepe SK Turquía | Total               | Total               | 27  | 0 | 0  | 0 | 0  | 0 | 27  | 0 | 0.00 |
| Western Sydney F. C. Australia | 1.ª                 | 2021-22             | 24  | 0 | 1  | 0 | -  | - | 25  | 0 | 0.00 |
| Western Sydney F. C. Australia | 1.ª                 | 2022-23             | 26  | 0 | 1  | 0 | -  | - | 27  | 0 | 0.00 |
| Western Sydney F. C. Australia | Total               | Total               | 50  | 0 | 2  | 0 | 0  | 0 | 52  | 0 | 0.00 |
| Total en su carrera | Total en su carrera | Total en su carrera | 331 | 6 | 12 | 1 | 22 | 0 | 365 | 7 | 0.02 |
| (1) Incluye datos de Copa de Portugal, Copa de la Liga de Portugal y Copa Suiza. (2) Incluye datos de Liga de Campeones de la AFC, Liga de Campeones de la UEFA y Liga Europa de la UEFA. (3) No incluye goles en partidos amistosos. |                     |                     |     |   |    |   |    |   |     |   |      |

### Selección nacional
Actualizado al último partido jugado el 5 de septiembre de 2017.
| Selección                | Año   | Eliminatorias | Eliminatorias | Eliminatorias | Continental | Continental | Continental | Mundial | Mundial | Mundial | Amistosos | Amistosos | Amistosos | Total | Total | Total  | Media goleadora |
| Selección                | Año   | Part.         | Goles         | Asist.        | Part.       | Goles       | Asist.      | Part.   | Goles   | Asist.  | Part.     | Goles     | Asist.    | Part. | Goles | Asist. | Media goleadora |
| ------------------------ | ----- | ------------- | ------------- | ------------- | ----------- | ----------- | ----------- | ------- | ------- | ------- | --------- | --------- | --------- | ----- | ----- | ------ | --------------- |
| Absoluta Costa de Marfil |       |               |               |               |             |             |             |         |         |         |           |           |           |       |       |        |                 |
| 2016                     | 1     | 0             | 0             | —             | —           | —           | —           | —       | —       | 2       | 0         | 0         | 3         | 0     | 0     | 0.00   |                 |
| 2017                     | 2     | 0             | 0             | 2             | 0           | 0           | —           | —       | —       | 4       | 0         | 0         | 8         | 0     | 0     | 0.00   |                 |
| 2018                     | —     | —             | —             | —             | —           | —           | —           | —       | —       | 1       | 0         | 0         | 1         | 0     | 0     | 0.00   |                 |
| Total                    | 3     | 0             | 0             | 2             | 0           | 0           | 0           | 0       | 0       | 7       | 0         | 0         | 12        | 0     | 0     | 0.00   |                 |
| Total                    | Total | 3             | 0             | 0             | 2           | 0           | 0           | 0       | 0       | 0       | 7         | 0         | 0         | 12    | 0     | 0      | 0.00            |
| 1. 2.                    |       |               |               |               |             |             |             |         |         |         |           |           |           |       |       |        |                 |

## Palmarés

### Campeonatos nacionales
| Título             | Club     | País  | Año     |
| ------------------ | -------- | ----- | ------- |
| Superliga de Suiza | FC Basel | Suiza | 2014-15 |
| Superliga de Suiza | FC Basel | Suiza | 2015-16 |
| Copa Suiza         | FC Basel | Suiza | 2016-17 |
| Superliga de Suiza | FC Basel | Suiza | 2016-17 |